# Dámaso Alonso
Dámaso Alonso y Fernández de las Redondas  (Madrid, 3 d'octubre de 1898 – 25 de gener de 1990) fou un literat i filòleg espanyol, Premi Miguel de Cervantes de 1978.

## Biografia
Dámaso Alonso va néixer a Madrid i va passar la infantesa a La Felguera (Principat d'Astúries). Va estudiar a Madrid amb els jesuïtes de Chamartín. És un dels integrants de l'anomenada Generación del 27, tot i que també se'l sol enquadrar dins la primera generació de la postguerra. Llicenciat en Dret i en Filosofia i Lletres, es va formar al Centro de Estudios Históricos dirigit per Ramón Menéndez Pidal i va prendre part activa en les activitats de la Residencia de Estudiantes dirigida pel krausista Alberto Jiménez Fraud. Allí conegué Federico García Lorca, Luis Buñuel, Pepín Bello i Salvador Dalí; també coneixerà durant les vacances de 1917 qui serà el seu gran amic, Vicente Aleixandre, amb qui conviurà a l'Espanya franquista. Va col·laborar a la Revista de Occidente i a Los Cuatro Vientos, i va reivindicar la segona etapa, la culterana, de la poesia de Luis de Góngora, elaborant, a fi d'explicar-la, una gran teoria de l'expressió poètica denominada Estilística. Va fer una edició crítica de Las Soledades (1927) de l'esmentat poeta, acompanyada d'una paràfrasi explicativa d'aquesta. Més tard, publicaria altres edicions i estudis sobre l'autor barroc. Fou professor a Oxford durant dos anys i després fou catedràtic de la Universitat de València i posteriorment de Filologia romànica a la Universitat de Madrid. Precisament, en aquesta última, va formar, entre d'altres, Fernando Lázaro Carreter. El 1959 fou elegit membre de la Real Academia de la Historia. També va rebre el Premio Cervantes l'any 1978. Va morir, víctima d'un infart, l'any 1990.

## Dámaso Alonso, poeta
Se sol classificar com a poesia pura, inspirada en el gran Juan Ramón Jiménez el seu llibre Poemas puros, poemillas de la ciudad (1924). A partir del 1939, el gran cop que va suposar la Guerra Civil i la postguerra el van commoure profundament i publica la seva obra més important, Hijos de la ira (1944; segona edició corregida i augmentada l'any 1946) en la qual, inspirant-se en el procediment estilístic del paral·lelisme progressiu present en la poesia bíblica dels salms penitencials i en la filosofia existencialista de postguerra, expressa una visió esquinçada i ombrívola de la condició humana, usant llargs versicles i un llenguatge violent que fins i tot dona cabuda a un lèxic vulgar i malsonant. Acusa, maleeix i protesta el grotesc espectacle del món, immers aleshores en una terrible guerra global.
Varen seguir aquesta obra cabdal, que inaugura i inspira l'anomenada Poesía desarraigada (juntament a Sombra del paraíso del seu amic Vicente Aleixandre), Hombre y Dios (1955) i Oscura noticia (1959), dos llibres lírics de poesia desarrelada d'una molt personal religiositat. El títol de l'últim procedeix de San Juan de la Cruz: «La notícia que te infunde Dios, es oscura». Es deixa notar una empremta existencialista i és visible la influència de James Joyce, la novel·la del qual, Retrato del artista adolescente, havia traduït Alonso sota l'anagramàtic pseudònim de Alfonso Donado, l'any 1926. En la línia d'aquesta temàtica religiosa, l'última obra que escriu és Duda y amor sobre el Ser Supremo (1985).

## La seva tasca com a filòleg i editor
A aquesta etapa correspon també la seva important tasca filològica, fonamentalment dins el camp de l'Estilística, representada pels següents estudis: La poesía de san Juan de la Cruz (1942), Poesía española: Ensayo de métodos y límites estilísticos (1950) i Estudios y ensayos gongorinos (1955). Les seves obres completes han estat editades en deu volums per l'editorial Gredos.
Va fundar la col·lecció Biblioteca Románica Hispánica, dins també de l'esmentada editorial, i fou director de la Revista de Filología Española. Com a director de la Real Academia Española de la Lengua va procurar unir en una tasca comú la resta d'acadèmies americanes de la llengua, a fi d'evitar o enderrerir la temuda fragmentació lingüística de l'idioma. La seva amplíssima biblioteca especialitzada fou donada a la Real Academia Española.